# Codex Runicus

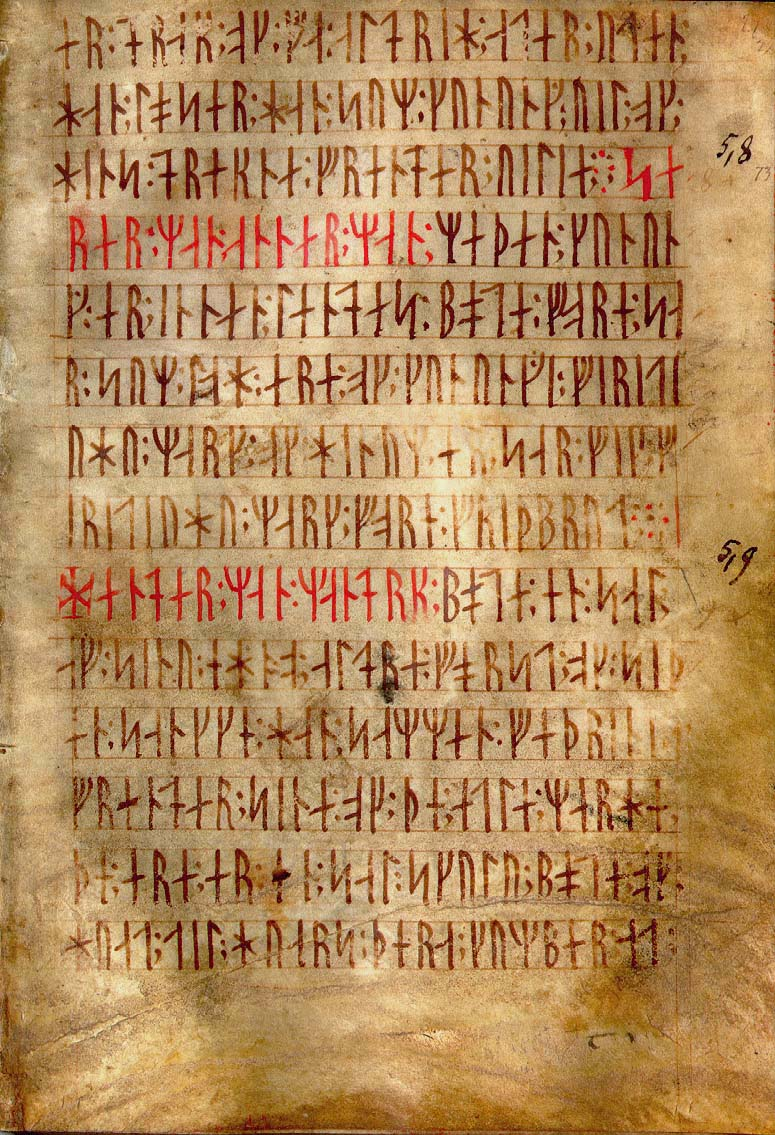
Codex Runicus

Il Codex Runicus è un codice di 202 pagine scritto in rune medioevali attorno al 1300 che include il più antico testo esistente di legge provinciale nordica; si tratta di materiale legislativo inerente alla antica regione della Scania.
Il codex runicus è uno dei pochi testi runici scritto su pergamena. L'utilizzo di caratteri runici in età così tarda è stato considerato come un uso nostalgico o revivalista di questo alfabeto, non più usato già da secoli, e non va perciò interpretato come un passo intermedio tra la cultura della scrittura runica durante l'Epoca vichinga ed il periodo medioevale durante il quale si affermò l'alfabeto latino.
Il manoscritto può essere considerato suddiviso in tre grandi sezioni principali: le leggi della Scania (fogli 1-82), legislazione ecclesiastica della Scania (fogli 84-91), la cronistoria dei monarchi danesi (fogli 92-97), ed una sezione minore che riguarda la descrizione dei confini fra Danimarca e Svezia (fogli 97-100).